# Barbara Bartos-Höppner

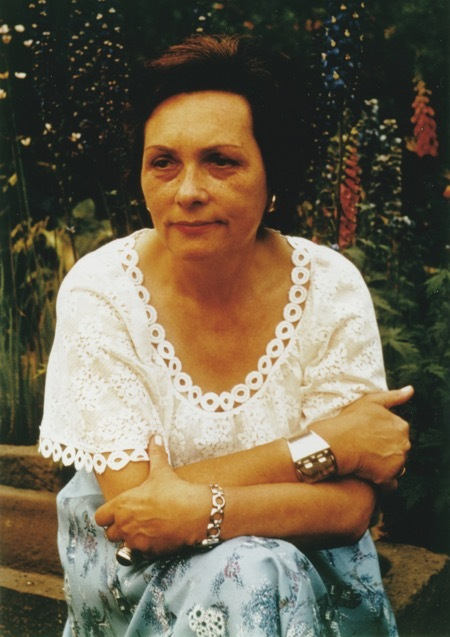
Barbara Bartos-Höppner

Barbara Bartos-Höppner (* 4. November 1923 in Eckersdorf, Kreis Bunzlau, Schlesien; † 7. Juli 2006 in Nottensdorf, Landkreis Stade) war eine deutsche Schriftstellerin, die vor allem Kinder- und Jugendbücher verfasste.

## Leben
Barbara Bartos-Höppner wuchs in Schlesien auf. Nach dem Schulabschluss arbeitete sie im elterlichen Hotel in Reichenbach/O.L. bei Görlitz. Am Ende des Zweiten Weltkrieges musste sie ihre Heimat verlassen und kam zunächst nach Tostedt in der Lüneburger Heide, später nach Hamburg und Buxtehude. Zunächst schrieb sie Erlebnisse aus der Kriegszeit und Erinnerungen an ihre schlesische Heimat nieder. 1956 erschienen ihre erste Erzählungen Wir wollen Freundschaft schließen, Nina und Die Töchter des Königsbauern.
Es folgten eine Reihe von historischen Romanen, die vor allem im asiatischen Raum angesiedelt waren. Dazu gehörten Kosaken gegen Kutschum-Khan, der die Eroberung des Khanates Sibir aus Sicht eines jungen Kosaken unter Jermak Timofejewitsch schildert, und Rettet den großen Khan, der von den gleichen Begebenheiten handelt, jedoch aus Sicht eines jungen Tartaren unter Kütschüm Khan. Kosaken gegen Kutschum-Khan gelangte auf die Bestenliste zum Deutschen Jugendbuchpreis und gewann den New York Herald Tribune Children’s Spring Book Festival-Preis.
Sehr erfolgreich wurde Bartos-Höppner mit der von ihr geschaffenen Kinderbuch-Figur Schnüpperle und der Anthologie-Reihe Geschichten unserer Zeit. 1970 war sie die erste deutsche Jugendbuchautorin, die ins PEN-Zentrum Deutschland aufgenommen wurde. Ihre Geschichten fanden Einzug in Schulbücher verschiedener Verlage, und sie engagierte sich auch in der Leseförderung für Grund- und Sonderschulen. Ihre Bücher wurden in zwanzig Sprachen übersetzt und einige Titel in Blindenschrift gedruckt.
Barbara Bartos-Höppner lebte von 1969 bis zu ihrem Tod in Nottensdorf/Niederelbe. Ihre Grabstätte befindet sich auf dem Friedhof der St.-Petri-Gemeinde in Buxtehude.
Der schriftstellerische Nachlass befindet sich in der Universitätsbibliothek Braunschweig.

## Auszeichnungen und Ehrungen
- 1963 Erster Preis der New York Herald Tribune Children’s Spring Book Festival für Kosaken gegen Kutschum-Khan
- 1968 Diploma of Merit des Hans Christian Andersen Award für Die Bucht der schwarzen Boote
- 1976 VI. Premio Europeo di Letteratura Giovanile "Provincia di Trento" für "Tausend Schiffe trieb der Wind"
- 1977 Christophorus-Preis für Ich heiße Brummi
- 1977 Bundesverdienstkreuz am Bande
- 1978 Friedrich-Gerstäcker-Preis für Silvermoon – Weißer Hengst aus der Prärie
- 1982 Großer Preis der Deutschen Akademie für Kinder- und Jugendliteratur e. V. Volkach für das Gesamtwerk
- 1982 IX. Premio Europeo di letteratura Giovanile „Provincia di Trento“ für Die Bonnins
- 1999 Bundesverdienstkreuz 1. Klasse

## Werke
- Wir wollen Freundschaft schließen, Nina, 1956
- Die Töchter des Königsbauern, 1956 (neubearbeitet: Die Mädchen von der Insel, 1977)
- Der gezähmte Falke, 1957 (neuer Titel: Zwischen Gletschern und Feuerbergen, 1968; Die Ponys von Gulldal, 1978)
- Das tönende Holz, 1958 (neuer Titel: Aufregung im Reimerhaus, 1963)
- Entscheide dich, Jo, 1959
- Kosaken gegen Kutschum-Khan, 1959
- Taigajäger, 1960
- Rettet den großen Khan, 1961
- Sturm über dem Kaukasus, 1963
- Achtung Lawine!, 1964
- Die Bucht der schwarzen Boote, 1965
- Hein Schlotterbüx aus Buxtehude, mit Bildern von Erich Hölle 1966,     Neuausgabe mit Bildern von Ilka Brüggmann, 2010
- Aus einer Handvoll Ton, 1967
- Aljoscha und die Bärenmütze, 1968
- Marino lebt im Paradies, 1969
- Schnüpperle – 24 Geschichten für die Weihnachtszeit, 1969
- Das Schützenfest, 1969
- Ein Ticket nach Moskau, 1970
- Die Laternenkiner, mit Bildern von Gisela Degler-Rummel, 1970, Neuausgabe mit Bildern von Gerlinde Keller, 1985
- Die Königstochter aus Erinn, 1971
- Ferien mit Schnüpperle, 1972
- Ponyfest mit Schnüpperle, 1973
- Tausend Schiffe trieb der Wind, 1974
- Ein schönes Leben für die kleine Henne, mit Bildern von Marie-Luise Pricken 1974, Neuausgabe mit Bildern von Tilman Michalski, 1982
- Auf dem Rücken der Pferde, 1975
- Ich heiße Brummi, mit Bildern von Erich Hölle, 1976, Neuausgabe unter dem Titel Unterwegs mit Brummi mit Bildern von Werner Keller, 1992
- Barbara Bartos-Höppner erzählt Tiermärchen, 1977
- Barbara Bartos-Höppner erzählt Wintermärchen, 1977
- Silvermoon. Weißer Hengst aus der Prärie, 1977
- Kalendergeschichten unserer Zeit (Hrsg.) 1977
- Kinderlieder unserer Zeit (Hrsg.) 1978
- Barbara Bartos-Höppner erzählt Zaubermärchen, 1978
- Das große Buch der schönsten Schwänke, 1979
- Silvermoon. Zwischen Cowboys und Comanchen, 1979
- Meine allerliebsten Bäume, mit Bildern von Monika Laimgruber, 1979
- Das große Weihnachtsbuch, 1979
- Die Bonnins – Eine Familie in Preußen, 1980
- Barbara Bartos-Höppner erzählt Gruselmärchen, 1980
- Das große Buch zur guten Nacht (Hrsg.) 1980
- Der polnische Leutnant (Hrsg.) 1980
- Das große Bartos-Höppner-Buch, 1981
- Meine allerliebsten Tiere mit Bildern von Mary Hahn, 1981, Neuausgabe mit Bildern von Monika Laimgruber, 1987
- Silvermoon. Geschichten am Lagerfeuer, 1981
- Bartos-Höppners Weihnachts-ABC, 1982
- Der Freischütz nach Carl Maria von Weber, 1982
- Die Erben der Bonnins, 1982
- Das große Buch der schönsten Tiererzählungen (Hrsg.) 1982
- Riesengebirge in alten Ansichtskarten, 1982
- Das große Buch der schönsten Dorfgeschichten (Hrsg.) 1983
- Schnüpperle – 24 Ostergeschichten, 1984
- Kindergedichte unserer Zeit (Hrsg.) 1984
- Der Rattenfänger von Hameln mit Bildern von Annegert Fuchshuber, 1984
- Die verkaufte Braut nach Friedrich Smetana, 1984
- Das große Gespensterbuch (Hrsg.) 1984
- Meine allerliebsten Vögel mit Bildern von Monika Laimgruber, 1985
- ELBSAGA – Ein Fluss erzählt Geschichte, 1985
- Lieselott von Bonnin, 1985
- Meine allerliebsten Blumen mit Bildern von Monika Laimgruber, 1986
- Sankt Nikolaus, der gute Mann mit Bildern von Eva Johanna Rubin, 1986
- Nun singet und seid froh mit Bildern von Annegert Fuchshuber, 1986
- Schnüpperle kommt in die Schule, 1986
- Till Eulenspiegel, mit Illustrationen von František Chochola, Arena Verlag, Würzburg 1986, ISBN 3-401-01531-1.
- Die Schildbürger, 1986
- Münchhausen, 1986
- Die sieben Schwaben, 1986
- Das Osterbuch für die ganze Familie, 1987
- ...lebt der große Name noch, 1987
- Norddeutsche Feste und Bräuche, 1987
- Schnüpperle hat Geburtstag, 1988
- Denkt euch, ich hab' das Christkind gesehen, mit Bildern von Arnhild Johne, 1988
- Die Waldmaus macht einen Weihnachtsbesuch, mit Bildern von Erika Dietzsch-Capelle, 1988
- Kommst du mit, Kolja?, 1989
- Das Friedensfest, mit Bildern von Erich Hölle 1989
- Schnüpperle und sein bester Freund, 1989
- Von Aachner Printen bis Zürcher Leckerli, 1989
- Das große Reimebuch für Kinder (Hrsg.) 1989
- Muz, kleiner Muz, 1990
- Zaubertopf und Zauberkugel, mit Bildern von Dusan Kállay 1991
- Schnüpperle und sein grüner Garten, 1991
- Rebekka, Gestalten der Bibel, mit Bildern von Relindis Agethen 1991
- Maria, Gestalten der Bibel, mit Bildern von Relindis Agethen 1991
- Rübezahl, mit Bildern von Erich Hölle 1992
- Katinka, der Bär und das Flüstern im Schilf, mit Bildern von Herbert Holzing 1993
- Die Schuld der Grete Minde, 1993
- Schnüpperle auf Reisen und andere neue Geschichten, 1994
- Weit und breit Weihnachtszeit (Hrsg.) 1995
- Kein Platz für die Spatzen?, mit Bildern von Christine Krais 1996
- Pocahontas Häuptlingstochter, mit Bildern von Gerlinde Mader 1996
- Hans Hampel, mit Bildern von Julia Wittkamp 1996
- König Artus, (aus dem Engl.) 1996
- Schnüpperle ist der Größte, 1997
- Vom Himmel hoch, da komm ich her, 1999
- Mit Schnüpperle durchs ganze Jahr, 1999
- Osterfest und Frühlingszeit, 2000
- Ein heller Stern in dunkler Nacht, 2001
- Die Weihnachtsgeschichte, mit Bildern von Renate Seelig 2001
- Schnüpperle und sein Freund Purzel, 2001
- Heimlich-unheimliche Weihnachts-und-Wintergeschichten, 2003
- Lauf zur Krippe, kleiner Esel mit Bildern von Renate Selig, 2004
- Das große Schnüpperle Weihnachtsbuch, 2004
- Das große Schnüpperle Schulgeschichtenbuch, 2005
- Die große Kinderbibel, mit Bildern von Renate Seelig, 2005, Neuausgabe unter dem Titel Die Bibel mit Bildern von Britta Teckentrup, 2018
- Bergkristall nach Adalbert Stifter, mit Bildern von Renate Seelig, 2006
- Allererste Bibelgeschichten, mit Bildern von Pieter Kunstreich, 2007, Neuausgabe mit Bildern von Antonia Woodward, 2019
- Kindergebete, 2007
- Das große Schnüpperle Osterbuch, 2007
- Das große Schnüpperle Gartenbuch, 2010

Für den Arena Verlag sammelte Barbara Bartos-Höppner Erzählungen befreundeter Kolleginnen und Kollegen zu ihrer Anthologie-Reihe Geschichten unserer Zeit:
- Weihnachtsgeschichten unserer Zeit, mit Illustrationen von Herbert Lentz, Würzburg 1971
- Tiergeschichten unserer Zeit, mit Illustrationen von Herbert Lentz, Würzburg 1972
- Mädchengeschichten unserer Zeit, mit Illustrationen von Aiga Rasch, Würzburg 1974
- Schulgeschichten unserer Zeit, mit Illustrationen von Herbert Lentz, Würzburg 1975
- Kriminalgeschichten unserer Zeit, mit Illustrationen von Kurt Schmischke, Würzburg 1976
- Kalendergeschichten unserer Zeit, mit Illustrationen von Aiga Rasch, Würzburg 1977
- Der für die Reihe fertiggestellte Band Glaubensgeschichten unserer Zeit erschien unter dem Titel Der polnische Leutnant mit Farbtafeln von Frank Ruprecht im Patmos Verlag, Düsseldorf 1980.